# Scouleriales
Scouleriales, red pravih mahovina smješten u podrazred Dicranidae. Opisan je 2004. godine a u njega su uključene porodice Drummondiaceae (s rodom Drummondia) i  Scouleriaceae (s rodovima Scouleria, Tridontium)